# Czechówka Górna
Czechówka Górna – dawniej wieś, od 1959 peryferyjna część miasta Lublina, leżąca w jego północnej części. Rozpościera się w rejonie ulicy Wojtasa. Wraz z Czechówką Dolną, włączoną do Lublina w 1916 roku, tworzy dawniej jednolite skupisko osadnicze Czechówka.

## Historia
Dawniej samodzielna miejscowość. Od 1867 w gminie Konopnica w powiecie lubelskim. W okresie międzywojennym miejscowość należała do woj. lubelskim. 1 września 1933 utworzono gromadę Czechówka w granicach gminy Konopnica.
Podczas II wojny światowej Czechówkę włączono do Generalnego Gubernatorstwa (dystrykt lubelski), cały czas w gminie Konopnica. W 1943 roku liczba mieszkańców wynosiła 404.
Po II wojnie światowej wojnie Czechówka należała do powiatu lubelskiego w woj. lubelskim jako jedna z 26 gromad gminy Konopnica.
W związku z reorganizacją administracji wiejskiej jesienią 1954, miejscowość weszła w skład nowo utworzonej gromady Czechów.
1 stycznia 1959 gromadę Czechów zniesiono, a jej obszar – w tym Czechówkę – włączono do Lublina.